# Jonnie Boer

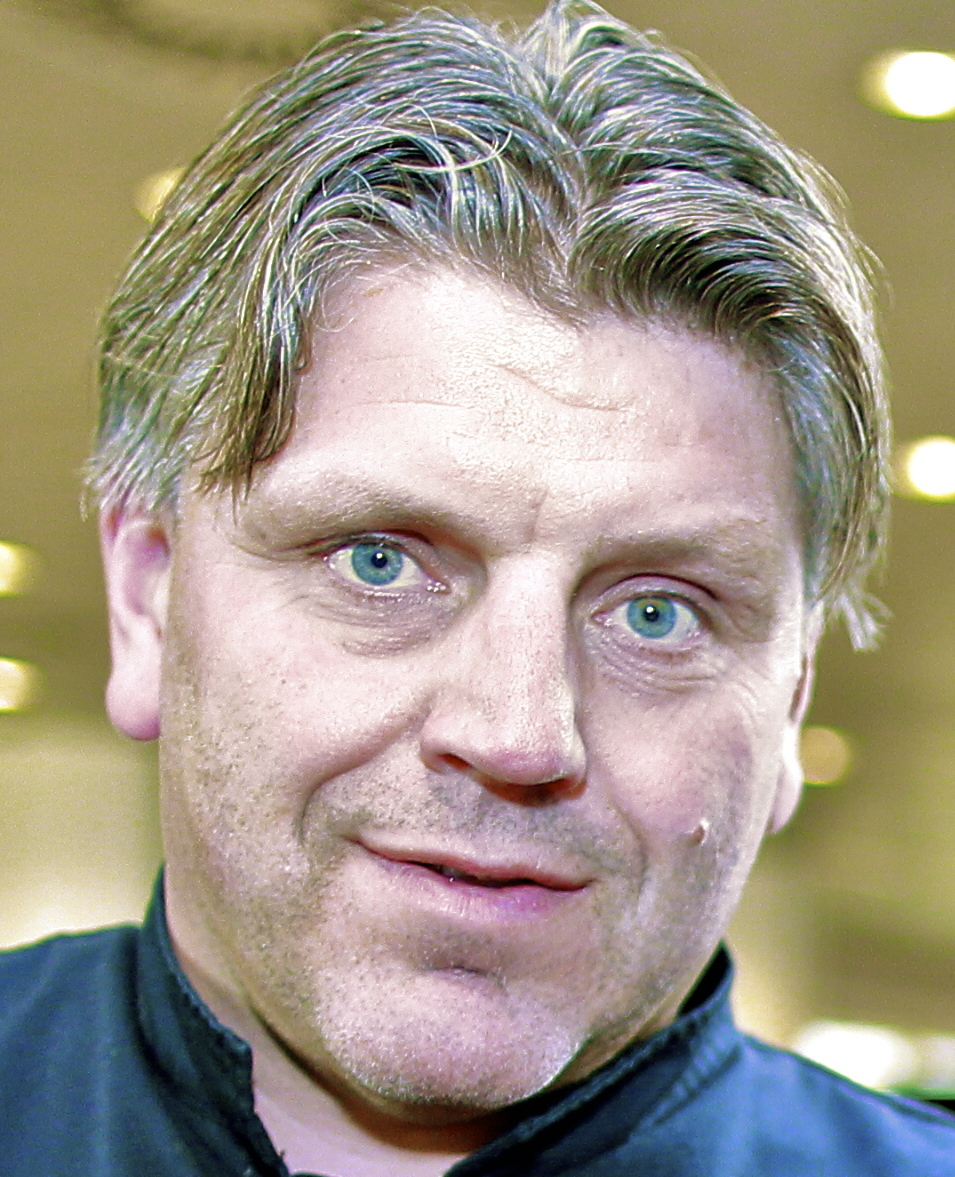
Jonnie Boer (2011)

Jonnie Boer (* 9. Januar 1965 in Giethoorn, Overijssel; † 23. April 2025 auf Bonaire) war ein niederländischer Koch, Unternehmer und Fachbuchautor. 
Zusammen mit seiner Frau Thérèse Boer-Tausch (* 1971) führte er das mit drei Michelinsternen ausgezeichnete Restaurant De Librije sowie das Librije’s Hotel, in dem sich das mit zwei Michelinsternen ausgezeichnete Gourmetrestaurant Librije’s Zusje und die Koch- und Weinschule Librije’s Atelier befinden.  

## Werdegang

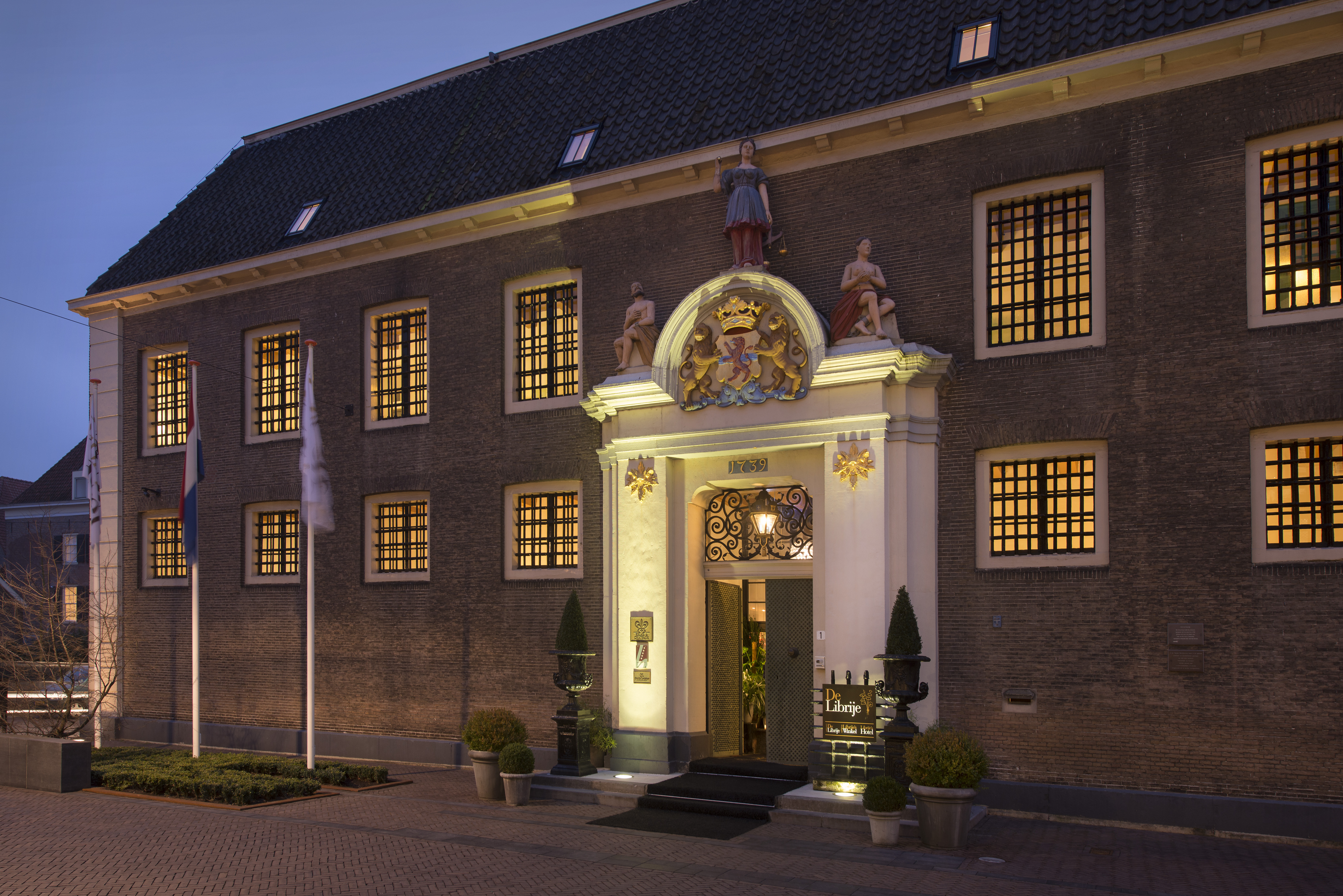
Das Restaurant De Librije

Jonnie Boer begann seine Karriere im De Librije 1986 unter dem damaligen Besitzer Ed Meijers.
1989 wurde er hier mit 24 Jahren Küchenchef. Ein Jahr später kam seine Frau Thérèse als Gastgeberin und Sommelière ins Restaurant, das sie dann 1993 gemeinsam übernahmen. Im selben Jahr wurde das Restaurant mit einem Michelinstern ausgezeichnet. 1997 veröffentlichte Jonnie Boer sein erstes Kochbuch Pure.
1999 erhielt das Restaurant den zweiten Michelinstern, 2004 wurde es mit dem dritten ausgezeichnet.
2005 wurde er vom Gault-Millau zum Koch des Jahres gekürt und mit 19,5 von 20 Punkten gelistet. Im selben Jahr erhielt er den Ritterorden des Hauses Oranien-Nassau. 
Im Jahr 2008 eröffnete er das Librije’s Hotel, das aufwendig renoviert wurde und sich im ehemaligen Frauengefängnis von Zwolle befindet. Im Hotel wurde auch ein Restaurant eröffnet, das 2008 mit einem und 2011 mit dem zweiten Michelinstern ausgezeichnet wurde.
Boer starb im Alter von 60 Jahren auf einer Karibik-Insel an einer Lungenembolie.

## Auszeichnungen
- 2004: dritter Michelinstern (erster Stern 1992, zweiter Stern 1999)
- 2005: Koch des Jahres im Gault-Millau
- 2005: 19,5/20 Punkten im Gault-Millau
- 2005: Ritter des Ordens von Oranien-Nassau
- 2007: Eckart Witzigmann Preis für Innovation-Nachwuchsgastronom und Nachwuchsförderung[6]
- 2011: zweiter Michelinstern im Zweitrestaurant Librije’s Zusje (erster Stern 2008)

## Publikationen

### Eigene Bücher oder mit seiner Frau (Auswahl)
- Puur. Verlag Uitgeverij Waanders, 1997.
- mit Thérèse Boer: Purer, the wine and food bible. 1. Auflage. Verlag Waanders Publ., 2006, ISBN 90-400-9568-X. (niederländisch und englisch)
- mit Thérèse Boer: Pure Passie. 1. Auflage. Verlag B for Books Bv, 2009, ISBN 978-90-8516-147-9.
- mit Thérèse Boer: Puurst. 1. Auflage. Verlag Komma, Uitgeverij, 2012, ISBN 978-90-818042-3-3. (niederländisch)

### Bücher in Zusammenarbeit mit anderen (Auswahl)
- mit Sidney Schutte: Puur natuurlijk. 1. Auflage. Verlag Uitgeverij W Books B.V., 2003, ISBN 90-400-8813-6. (niederländisch)
- mit Ronald Giphart und Sergio Herman: Eten, drinken, slapen. 1. Auflage. Verlag B for Books Bv, 2010, ISBN 978-90-8516-177-6. (niederländisch)